# Eparquía de Nuestra Señora del Líbano en São Paulo
La eparquía de Nuestra Señora del Líbano en São Paulo de los maronitas (en latín: Eparchia Dominae Nostrae Libanen(sis) Sancti Pauli Maronitarum y en portugués: Eparquia Nossa Senhora do Líbano em São Paulo dos Maronitas) es una circunscripción eclesiástica maronita de la Iglesia católica en Brasil, sufragánea de la arquidiócesis de San Pablo. La eparquía tiene al obispo Edgar Madi como su ordinario desde el 14 de octubre de 2006. 

## Territorio y organización
La eparquía tiene 8 515 770 km² y extiende su jurisdicción sobre los fieles católicos de rito antioqueno maronita residentes en todo el territorio de Brasil.
La sede de la eparquía se encuentra en la ciudad de São Paulo, en donde se halla la Catedral de Nuestra Señora del Líbano.
En 2019 en la eparquía existían 11 parroquias:
- Catedral Nuestra Señora del Líbano en São Paulo, fue creada hacia 1890 en la diócesis de San Pablo;
- Nuestra Señora del Líbano en Bauru, creada el 20 de julio de 1997;
- Nuestra Señora del Líbano en Belo Horizonte, inaugurada el 27 de marzo de 1993;
- Nuestra Señora del Líbano en Piracicaba;
- Nuestra Señora del Líbano en Porto Alegre, creada el 8 de agosto de 1961 por el ordinario oriental;
- Nuestra Señora del Líbano en São José do Rio Preto, creada el 30 de marzo de 2003;
- Nuestra Señora del Líbano en Río de Janeiro, creada el 3 de mayo de 1946 por el arzobispo de Río de Janeiro;
- San Charbel en Brasilia;
- San Charbel en Campinas;
- San Charbel en Guarulhos, inaugurada el 28 de marzo de 2006;[2]
- San Charbel en Suzano.

## Historia
Los misioneros libaneses maronitas Elias Ghorayeb y Gabriele Zaidan llegaron a Río de Janeiro el 19 de junio de 1891 invitados por el cardenal Sebastião Leme. El primer párroco fue el sacerdote maronita libanés Yacoub Saliba. Los fieles maronitas de Brasil dependieron de diócesis latinas hasta que fue erigido el 14 de noviembre de 1951 el ordinariato para los fieles de rito oriental en Brasil mediante el decreto Cum fidelium de la Congregación para las Iglesias Orientales. El mismo decreto designó al arzobispo de Río de Janeiro, Jaime de Barros Câmara, como su primer ordinario. En 1952 Barros Câmara designó a Elias Ghorayeb como vicario general para los maronitas. El primer obispo maronita en Brasil fue Francis Mansour Zayek, electo el 30 de mayo de 1962 y consagrado obispo el 5 de agosto de 1962. Fue el primer obispo nombrado para la diáspora maronita, fuera del patriarcado maronita en el Medio Oriente y recibió el cargo de vicario general maronita del ordinariato oriental de Brasil. El 10 de marzo de 1966 fue transferido a Estados Unidos y fue nombrado Antônio Joubeir como vicario general del ordinariato hasta la llegada del nuevo obispo en 1968, João Chedid. Ambos fueron reconocidos como exarcas patriarcales por el patriarca maronita.
La eparquía fue erigida el 29 de noviembre de 1971 por medio de la bula Quod providente del papa Pablo VI.

Audito igitur quid hac super re sentirent Patriarcha Antiochenus Maronitarum, Episcoporum coetus Brasiliae atque eiusdem nationis Apostolicus Nuntius, de consilio Sacrae Congregationis pro Ecclesiis Orientalibus deque apostolica Nostra potestate sequentia decernimus ac iubemus. Eparchiam pro fidelibus Maronitis in Brasilia constituimus, cuius erit titulus Dominae Nostrae Libanensis; eadem suffraganea metropolitanae Sedi Sancti Pauli erit, in qua urbe et domicilium suum et eparchiale templum Eparchus habebit.

## Estadísticas
De acuerdo al Anuario Pontificio 2020 la eparquía tenía a fines de 2019 un total de 513 100 fieles bautizados.
| Año                                                                             | Población            | Población | Población      | Sacerdotes | Sacerdotes    | Sacerdotes    | Bautizados por sacerdote | Diáconos permanentes | Religiosos | Religiosos | Parroquias |
| Año                                                                             | Bautizados católicos | Total     | % de católicos | Total      | Clero secular | Clero regular | Bautizados por sacerdote | Diáconos permanentes | Varones    | Mujeres    | Parroquias |
| ------------------------------------------------------------------------------- | -------------------- | --------- | -------------- | ---------- | ------------- | ------------- | ------------------------ | -------------------- | ---------- | ---------- | ---------- |
| 1976                                                                            | 300 000              | ?         | ?              | 7          | 2             | 5             | 42 857                   |                      | 5          |            | 4          |
| 1980                                                                            | 400 000              | ?         | ?              | 7          | 2             | 5             | 57 142                   |                      | 5          |            | 4          |
| 1990                                                                            | 418 000              | ?         | ?              | 7          | 1             | 6             | 59 714                   |                      | 6          |            | 4          |
| 1999                                                                            | 463 000              | ?         | ?              | 8          | 3             | 5             | 57 875                   |                      | 5          |            | 8          |
| 2000                                                                            | 463 000              | ?         | ?              | 8          | 3             | 5             | 57 875                   |                      | 5          |            | 8          |
| 2001                                                                            | 463 000              | ?         | ?              | 7          | 3             | 4             | 66 142                   |                      | 4          |            | 8          |
| 2002                                                                            | 463 000              | ?         | ?              | 9          | 5             | 4             | 51 444                   |                      | 4          |            | 7          |
| 2003                                                                            | 468 000              | ?         | ?              | 10         | 5             | 5             | 46 800                   |                      | 5          |            | 8          |
| 2004                                                                            | 468 000              | ?         | ?              | 8          | 3             | 5             | 58 500                   |                      | 5          |            | 8          |
| 2009                                                                            | 470 000              | ?         | ?              | 14         | 7             | 7             | 33 571                   | 1                    | 7          | 7          | 14         |
| 2013                                                                            | 489 000              | ?         | ?              | 16         | 12            | 4             | 30 562                   | 1                    | 4          |            | 10         |
| 2016                                                                            | 501 000              | ?         | ?              | 19         | 15            | 4             | 26 368                   | 2                    | 4          | 4          | 11         |
| 2019                                                                            | 513 100              |           |                | 9          | 5             | 4             | 57 011                   | 6                    | 4          |            | 11         |
| Fuente: Catholic-Hierarchy, que a su vez toma los datos del Anuario Pontificio. |                      |           |                |            |               |               |                          |                      |            |            |            |

## Episcopologio
- João (Jean) Chedid, O.M.M. † (29 de noviembre de 1971-9 de junio de 1990 retirado)
- Joseph Mahfouz, O.L.M. † (9 de junio de 1990-14 de octubre de 2006 renunció)
- Edgar Madi, desde el 14 de octubre de 2006